# Église Saint-Germain de Neuvy-Grandchamp
L'église Saint-Germain de Neuvy-Grandchamp est une église située sur le territoire de la commune de Neuvy-Grandchamp dans le département français de Saône-et-Loire et la région Bourgogne-Franche-Comté.
Elle relève de la paroisse Sainte-Thérèse-de-l’Enfant-Jésus (qui a son siège à Gueugnon).

## Historique
De l’ancienne église datant des XIVe et XVe siècles, il ne subsiste que le chœur et la travée sous clocher, la nef ayant été reconstruite et agrandie entre 1870 et 1876, et les travaux intérieurs ayant été terminés en 1885. L’ensemble a été restauré récemment.

## Description
L’église se compose de deux éléments distincts, qui sont d'une part la partie ancienne et, d'autre part, la nef moderne.
La partie ancienne est constituée par une travée sous clocher, qui est carrée et délimitée par quatre arcades brisées, couverte d’une voûte d’arêtes, d’époque gothique, et par un chœur d’une travée droite, couvert d’une croisée d’ogives, éclairé par un doublet axial flamboyant (XVe-XVIe). Une crédence en cintre brisé orne le mur nord. Les peintures murales anciennes du chœur ont disparu au XIXe siècle, sous du badigeon.
La nef moderne du XIXe siècle, quant à elle, est faite de cinq travées flanquées de bas-côtés éclairant la nef par cinq fenêtres en cintre brisé. De grandes arcades en cintre brisé retombant sur des colonnes cylindriques à socle octogonal et chapiteau nu séparent la nef des collatéraux. L’ensemble est voûté d’arêtes.
Le clocher ancien a été détruit en 1827 par un ouragan ; aussi, le clocher actuel de croisé, carré, ne date-t-il que de 1829, élevé d'après des plans de l’architecte Berthier. Il est creusé à l’étage du beffroi de trois baies jumelées en plein cintre par face ; au-dessus se trouvent une courte partie octogonale et une couverture domicale (bulbe) qui en fait le charme. Un orage ayant fait de sérieux dégâts en 1982, le bulbe fut restaurer en 1984 sous l'initiative de la commune. Un nouveau coq a été posé ainsi que d'un paratonnerre.

## Mobilier
Dans le chœur est visible le maître-autel baroque en bois, sculpté à Autun en 1776, qui a été peint et doré sur place. Il a été offert par le seigneur de Neuvy (comme l'indique le texte enchâssé dans le socle de l’autel).
Un Christ en croix en bois sculpté et peint, d’époque classique, se trouve au-dessus de l’arcade d’entrée du chœur.

## Vitraux
Les quinze vitraux des allées latérales et de la façade de l’église ont été commandés et posés au début des années 1920.
Sont notamment visibles de part et d'autre du porche d'entrée :
- un intéressant « vitrail patriotique » provenant de l’atelier de Claudius Bertrand de Chalon-sur-Saône dédié à saint Pierre mais sur lequel apparaît, en médaillon, l'un des enfants de Neuvy-Grandchamp morts pour la France, Pierre Bernigaud[4] ;
- un vitrail du même atelier représentant Claudine Dupuis, en religion sœur Providence, religieuse de la congrégation du Saint-Enfant-Jésus (Chauffailles) affectée au dispensaire de Neuvy-Grandchamp de 1854 à sa mort le 14 février 1908, à qui fut décerné en 1904 le prix Montyon de l'Académie française[5].

## Culte
Édifice consacré du diocèse d'Autun relevant de la paroisse Sainte-Thérèse de l’Enfant Jésus – qui en est affectataire au titre de la loi de 1905 –, l'église de Neuvy-Grandchamp Gourdon est, plusieurs siècles après sa construction, un lieu de culte catholique.